# ユニバーサル造船
ユニバーサル造船株式会社（ユニバーサルぞうせん、英文 Universal Shipbuilding Corporation）は、かつて存在した日本の造船会社である。

## 概説
2002年（平成14年）10月1日に日本鋼管（現・JFEエンジニアリング）と日立造船（現・カナデビア）の船舶・海洋部門が統合し発足した。発足時はJFEエンジニアリングと日立造船の折半出資であったが、2008年（平成20年）3月にJFEホールディングスがJFEエンジニアリング保有の全株式と日立造船保有の株式の一部を取得し、親会社となった。
2013年1月1日、アイ・エイチ・アイ マリンユナイテッドと合併し、ジャパン マリンユナイテッド株式会社となった。IHIとJFEホールディングスがそれぞれ45.93％、日立造船が残り8.15%の株式を保有する。合併合意当初は2012年（平成24年）10月1日の合併を予定していたが、中国の独占禁止法の審査と承認手続きに時間がかかったため、数度の延期を経て2013年1月1日に合併した。

## 沿革
- 1881年（明治14年）4月 - 大阪鐵工所（後の日立造船）が創業。
- 1916年（大正5年） - 横浜造船所（同年、浅野造船所に改称。後に鶴見製鉄造船に改称）が創業。
- 1940年（昭和15年）10月 - 日本鋼管が鶴見製鉄造船株式会社を合併。
- 2002年（平成14年）
  - 4月1日 - ユニバーサル造船株式会社設立。
  - 10月1日 - 日立造船・日本鋼管の船舶部門がユニバーサル造船に営業譲渡され、営業開始。
    - 日立造船より舞鶴事業所・因島事業所・有明事業所を、日本鋼管より京浜事業所・津事業所を継承した。
- 2008年（平成20年）3月31日 - 日立造船がJFEホールディングスに発行済株式の35%を譲渡（出資比率50%→15%）、JFEホールディングスの子会社となる（50%→85%）。
- 2013年（平成25年）1月1日 - 当社を存続会社として、アイ・エイチ・アイ マリンユナイテッド（IHIMU）を吸収合併し、ジャパン マリンユナイテッド株式会社として経営統合。

## 主要事業所
- 本社 - 神奈川県川崎市幸区大宮町1310（ミューザ川崎セントラルタワー）
- 舞鶴事業所 - 京都府舞鶴市字余部下1180
  - 大日本帝国海軍・舞鶴海軍工廠を起源とする。
- 京浜事業所 - 神奈川県横浜市鶴見区末広町二丁目1
- 因島事業所 - 広島県尾道市因島土生町2477-16
- 有明事業所 - 熊本県玉名郡長洲町大字有明1
- 津事業所  - 三重県津市雲出鋼管町1-3
- 技術研究所 - 三重県津市雲出鋼管町1-3

## メーカーとしての特色
旧浅野財閥の日本鋼管の造船部門の起源は同根の横浜造船所で、後に浅野造船所、鶴見製鉄造船と改称し、戦時統合で兄弟会社の日本鋼管に合併し、その造船部門となった。旧日立系の日立造船の造船部門は、大阪鉄工所を起源とする。
商船・海洋事業本部と艦船・特機事業本部の2事業部制であり、商船事業は津と有明、艦船製造・改修対応は京浜と舞鶴、また艦船改修を中心とする因島と機能分担されている。研究開発は津の技術研究所に集約され、生産自動化設備の研究については有明事業所を中心に展開している。VLCC（大型原油タンカー）やスエズマックス型タンカー、アフラマックス型タンカーの世界有数のメーカー。ケープサイズのバルクキャリアでも世界トップシェアをほこる。事業所数5で国内最多。

特に艦船建造においては、旧日本鋼管、旧日立造船ともに、第二次世界大戦中、海防艦を大量に建造した実績があり、旧海軍艦政本部が基幹造船所として海防艦の開発・建造の中心的な役割を担わせている。以降、旧日本鋼管・旧日立造船は艦船分野への比重を拡大した歴史的経緯を有する。戦後は、旧日本鋼管と旧日立造船が海上自衛隊の掃海艇建造を独占。他にも旧日本鋼管は砕氷艦、旧日立造船は護衛艦も建造している。また日本鋼管が1959年に子会社化した横浜ヨットも海軍の指定工場として四式肉薄攻撃艇などを建造し、戦後は水中処分母船1号型や海上保安庁の巡視艇を建造している。
2002年度の会社設立より一貫して造船建造量は国内トップで、2004年度は世界でも4位だった。しかし、一方で2005年度の売上高は1397億円で国内4位。生産・受注は好調だが、船価の値上げが遅れる一方、厚鋼板など原材料価格が高騰しており、収益の改善は2007年度以降と見込まれる。
艦船・官公庁船分野では、ユニバーサル造船にのみ建造可能な木製の掃海艇や砕氷船など幅広い事業分野に対応している。防衛省の2005年度契約相手方別契約高順位は、6位で397億円（木造の掃海艇の建造は2010年就役の「たかしま」で終了した。）。

## 主な製品

### 海上自衛隊向け
- すがしま型掃海艇
- ひらしま型掃海艇
- えのしま型掃海艇
- ましゅう型補給艦
  - AOE-426「おうみ」（2番艦）
- ひうち型多用途支援艦
- AGB-5003 「しらせ (2代)」

### 海上保安庁向け
- あそ型巡視船

### 官公庁向け
- しまかぜ（税関艇）